# 租鉱権
租鉱権（そこうけん）とは、設定行為に基き、他人の鉱区において、鉱業権の目的となっている鉱物を掘採し、及び取得する権利（鉱業法6条）。租鉱権の内容については鉱業法に規定されている。

## 租鉱権の性質
- 租鉱権は、物権とみなされ、鉱業法に別段の定がある場合を除く外、不動産に関する規定が準用される（鉱業法71条）。
- 租鉱権は、相続その他の一般承継の目的となるほか、権利の目的となることができない（鉱業法72条）。

## 鉱業原簿への登録
租鉱権の設定、変更、存続期間の延長、相続その他の一般承継による移転及び消滅は、鉱業原簿に登録される（鉱業法84条1項）。そして、これらの事項は、相続その他の一般承継・採掘鉱区の減少による租鉱権の変更又は採掘権の消滅・採掘鉱区の減少・存続期間の満了もしくは混同による租鉱権の消滅の場合を除き、登録が効力要件となっている（鉱業法85条）。
鉱業原簿及び登録については、鉱業登録令及び鉱業登録令施行規則に規定されている。
租業権者となる者は、条約で別段の定めがない限り、日本国民又は日本国法人でなければならない（鉱業法第87条）。